# Emil Nissen
Emil Friedrich Nissen, senare Mazetti-Nissen, född 1861 i Flensburg i Danmark, död 1929, var grundare av chokladfabriker i Sverige, mest kända genom varumärket Mazetti.
Emil Nissen blev engagerad i affärslivet på grund av sin far, Hans Nissen,  som var affärsman inom konfektyrbranschen. För att undvika att konkurrera med faderns karamellfabrik reste Emil Nissen till Sverige 1888 för att starta sin nya fabrik - Malmö Choklad- och Konfektfabriks AB. För att Emil Nissen inte skulle bli förväxlad med sin far och med fabriken som redan fanns i Linköping togs namnet “mazetti” fram. År 1893 infördes varumärket Mazetti som på italienska betyder “litet knippe”.
Han bytte senare efternamn från Nissen till Mazetti-Nissen, delvis för att särskilja sig från ytterligare en person i Sverige vid namn Nissen som också producerade choklad. Mazetti-Nissen är begravd på Östra kyrkogården i Malmö.